# ۱۲ آذر
۱۲ آذر دویست و پنجاه و هشتمین روز از سال در گاه‌شماری خورشیدی است. به پایان سال ۱۰۷ روز (۱۰۸ روز در سال کبیسه) باقی‌است.

## رویدادها
- ۱۳۹۸ - آتش‌سوزی ۱۲ آذر ۱۳۹۸ کنسولگری ایران در نجف

## زادروزها
- ۱۲۸۴ - غلامحسین صدیقی، سیاستمدار
- ۱۳۱۰ - محمود پاینده لنگرودی، شاعر
- ۱۳۲۵ - کورش یغمایی، خواننده
- ۱۳۳۱ - ناصر فرهودی، صدابردار
- ۱۳۴۵ - نصرالله رادش، بازیگر
- ۱۳۵۸ - حجت اشرف‌زاده، خواننده
- ۱۳۶۹ -  توماج صالحی، خواننده
- ۱۳۷۰ - سینا مهراد، بازیگر
- ۱۳۷۴ - محمدحسن ترکمان، از کشته‌شدگان خیزش ۱۴۰۱ ایران

## درگذشتگان
- ۱۳۶۳ - بهرام صادقی، نویسنده
- ۱۳۷۷ - محمد مختاری، نویسنده و از قربانیان قتل‌های زنجیره‌ای ایران
- ۱۳۹۱ - احسان نراقی، پژوهشگر و مشاور فرح پهلوی
- ۱۳۹۹ - محمد ملکی، نویسنده و از امضا کنندگان بیانیه ۱۴ فعال سیاسی
- ۱۴۰۲ - شاهرخ شاهید، خواننده

## مناسبت‌ها
- روز جهانی معلولان.[۱]
- ایران - روز علوم اجتماعی[۲]